# Inondation de Johnstown de 1889
L’inondation de Johnstown de 1889 (connue localement comme Great Flood of 1889) est un événement marquant de l'histoire des États-Unis, survenu le 31 mai 1889. L'inondation résulte de la rupture catastrophique du barrage de South Fork sur la rivière South Fork, affluent de la Little Conemaugh River (en), situé à 23 km en amont de la ville de Johnstown (Pennsylvanie), après plusieurs jours de pluies abondantes. Plus de 18,2 millions de m3 d'eau sont alors relâchés, formant une onde de rupture de plus de dix mètres de hauteur qui ravage la ville, tue plus de 2 200 personnes et cause pour plus de 17 millions de dollars américains de dommages en 1889 (équivalent à 
484 millions $ aujourd'hui) .
Il s'agit de l'un des premiers désastres majeurs de l'histoire de la Croix-Rouge américaine, alors sous la direction de Clara Barton. Tous les États-Unis et dix-huit pays étrangers contribuent à l'aide aux victimes. Bien que l'une des causes majeures de la catastrophe soit le mauvais entretien du barrage par ses propriétaires, les survivants n'obtiennent aucune réparation devant les cours de justice. Cette situation, qui provoque un tollé général, est à l'origine d'une évolution législative : en matière de recherche en responsabilité civile, ce n'est plus la victime qui doit faire la preuve de la négligence du défendant, celui-ci doit désormais honorer sa responsabilité extra contractuelle.

## Prémices du désastre
De 1834 à 1854, la ville de Johnstown se développa en un port important du système de train-canal en Pennsylvanie qui fut créé pour traverser les Appalaches et relier la côte est des États-Unis aux Grandes Plaines. Les chalands ayant traversé les montagnes sur les trains du Allegheny Portage Railroad, étaient remis à l'eau à Johnstown, pour ensuite se diriger vers Pittsburgh et la vallée de l'Ohio. En 1854, le parachèvement du chemin de fer Pennsylvania Railroad rendit désuet le système de canal qui fut bientôt abandonné. La ville se tourna alors vers l'exploitation des mines de fer et de charbon, ainsi que la fabrication d'acier.
Bien que le canal eût été abandonné après 1854, le réservoir qui servait à l'alimenter demeura en place à 22,53 km en amont de la ville. Le territoire où il se trouvait fut racheté par des spéculateurs pour en faire un club privé pour les gens fortunés de Pittsburgh et le réservoir servait à la pêche sportive. Le club compta bientôt de grands noms de l'industrie comme Andrew Carnegie, Andrew Mellon, Henry Clay Frick, Philander Knox et Robert Pitcairn. Pour satisfaire les membres du club, les promoteurs mirent une grille dans l'évacuateur de crue afin de retenir les poissons, abaissèrent la crête du barrage (le South Fork Dam) afin d'y faire passer une route, et élevèrent le niveau de l'eau, ce qui eut pour effet de réduire la revanche, c'est-à-dire la marge de sécurité entre la cote du plan d'eau et la crête du barrage. Ces modifications rendirent le barrage vulnérable à une crue subite. De plus, l'entretien de l'ouvrage fut négligé et les réparations faites par du personnel non qualifié.

## Événement
Le 28 mai 1889, une importante dépression se forma sur le Nebraska et le Kansas. Elle se déplaça ensuite vers l'est pour frapper la Pennsylvanie deux jours plus tard. Les pluies intenses qui tombèrent alors furent les pires jamais enregistrées dans la région. Les stations de l’U.S. Army Signal Corps enregistrèrent de 150 à 250 mm de précipitations en vingt-quatre heures. La région étant très montagneuse, l'eau dévala les pentes et rejoignit rapidement les ruisseaux et rivières. Durant la nuit, ces cours d'eau devinrent des torrents pleins de débris dont des poteaux télégraphiques et des sections de voie ferrée.
Le matin du 31 mai 1889, la rivière Conemaugh passant à Johnstown était à la limite du débordement, qu'elle dépassa un peu plus tard. Le barrage South Fork montrait des signes de fragilité alors que le réservoir était rempli et que l'évacuateur ne réussissait pas à évacuer la crue car il était bouché par des débris accumulés sur la grille à poissons. Elias Unger, le président du club privé qui résidait à la Unger House près du barrage, inspecta la structure et vit que l'eau arrivait au sommet de l'ouvrage. Il assembla les hommes disponibles pour essayer d'enlever les débris de l'évacuateur, de creuser une brèche de surface pour servir d'évacuateur de secours et de consolider le reste du barrage.
John Parke, un ingénieur du club, tenta d'abord de créer une profonde brèche à une extrémité du barrage, là où la pression était moindre, pour essayer de vider le lac, mais y renonça devant les risques d'affaissement de l'ouvrage. Unger envoya deux fois Parke à Johnstown afin d'avertir par télégraphe la population du grand danger, mais les avertissements ne furent pas diffusés par les autorités à cause de fausses alertes antérieures. Unger, Parke et leurs hommes continuèrent leurs efforts jusqu'à 13 h 30 avant de se retirer en hauteur, épuisés, lorsque la rupture fut devenue inévitable.
Pendant ce temps, le niveau d’eau monta de trois mètres dans les rues de Johnstown. À 15 h 10, le barrage fut emporté par les eaux. La masse d'eau libérée forma une vague qui déferla dans la vallée encaissée vers la ville de Johnstown en emportant tout sur son passage.
Le premier village frappé fut celui de South Fork où vingt à trente maisons furent emportées. Quatre personnes seulement se noyèrent car les habitants, qui avaient pu voir le barrage s'effondrer, avaient eu le temps de rejoindre les hauteurs avant l'arrivée de l'onde. Sur le trajet de la vague, les débris charriés formèrent des embâcles temporaires dans les resserrements de la vallée, qui entraînaient le renforcement de la vague à chaque fois qu'ils cédaient. L’inondation garda ainsi sa puissance jusqu'à Johnstown. Avant d'arriver à Johnstown, l'onde de rupture frappa la petite ville de Mineral Point, faisant seize morts, puis East Conemaugh où elle fit cinquante noyés. À ce dernier endroit, le conducteur de train John Hess entendit la vague approcher et activa son sifflet tout en se dirigeant vers le village pour avertir la population du danger, ce qui sauva plusieurs vies. La locomotive de Hess fut renversée par les flots, mais il survécut.

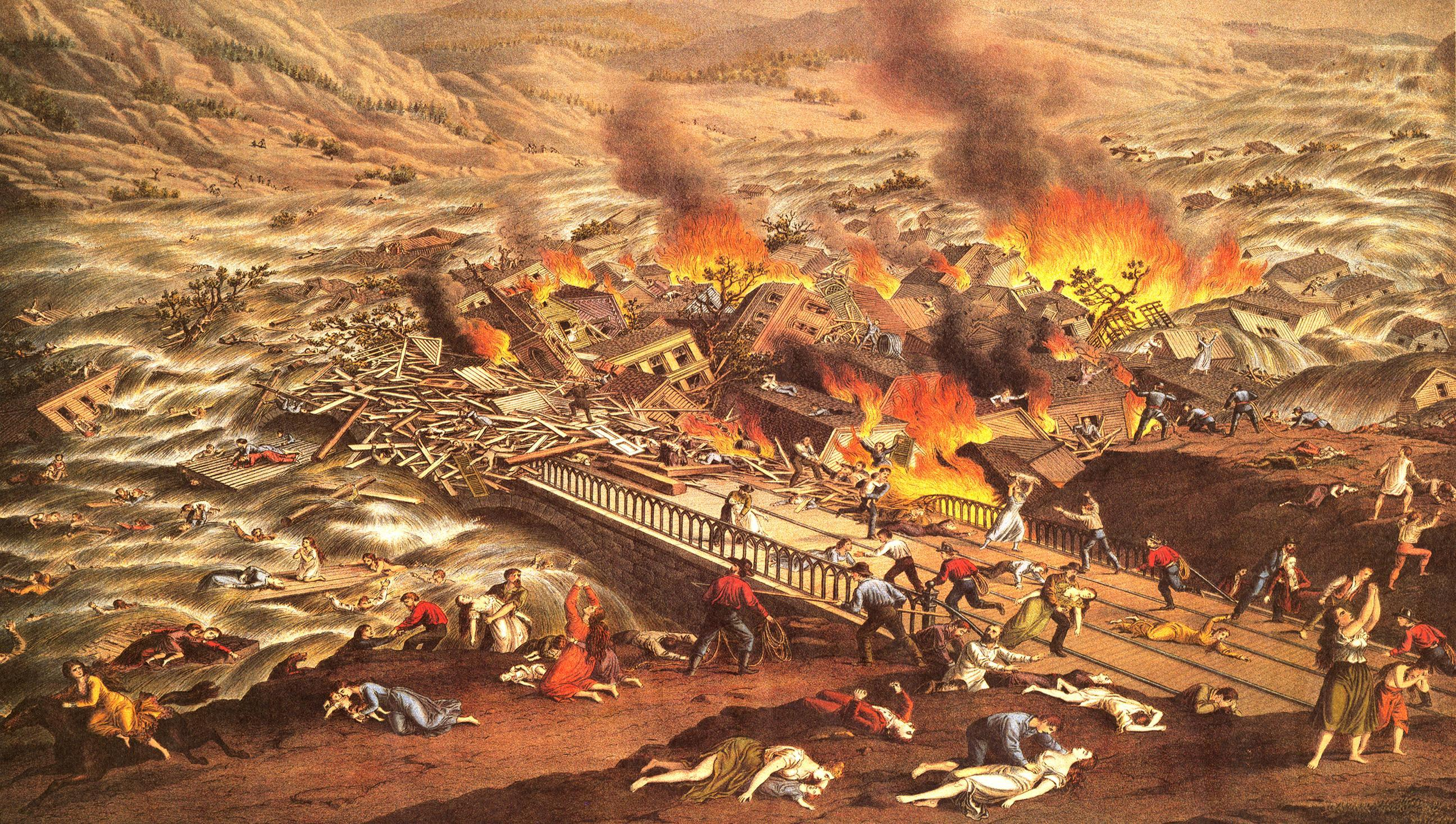
Peinture du désastre à Stone Bridge.

Juste avant son arrivée en ville, la vague frappa l'aciérie Cambria Iron Works, emportant des wagons de chemins de fer et du fil barbelé. À 16 h 7, la masse d'eau et de débris traversa la ville le long de la rivière Conemaugh à la vitesse estimée de 64 km/h, ne laissant aucun temps de réaction aux habitants. Elle recouvrit la ville de dix-huit mètres d'eau et détruisit la plupart des bâtiments. Peu de gens purent se réfugier en hauteur ou sur le toit des édifices épargnés. Les débris s'agglutinèrent ensuite sur le côté du pont de pierre (Stoney Bridge) de la Pennsylvania Railroad, ce qui créa un barrage au travers de la rivière Conemaugh et l'eau refoula vers la rivière Stoney Creek qui rejoint la Conemaugh. La gravité ramena finalement l'eau depuis cette vallée vers la ville. Des feux se déclarèrent également dans les débris accrochés au pont, causant quatre-vingt morts. Ce feu dura trois jours, mais ne détruisit pas le pont qui existe toujours en 2011. Il fallut trois mois pour enlever les débris enchevêtrés d'acier et de la dynamite dut être employée.
Au moins 2 209 personnes perdirent la vie, noyées, écrasées par les débris, prises dans les fils barbelés ou brûlées (sur le pont Stoney Bridge) tout au long de la course des eaux.

## Dommages et secours

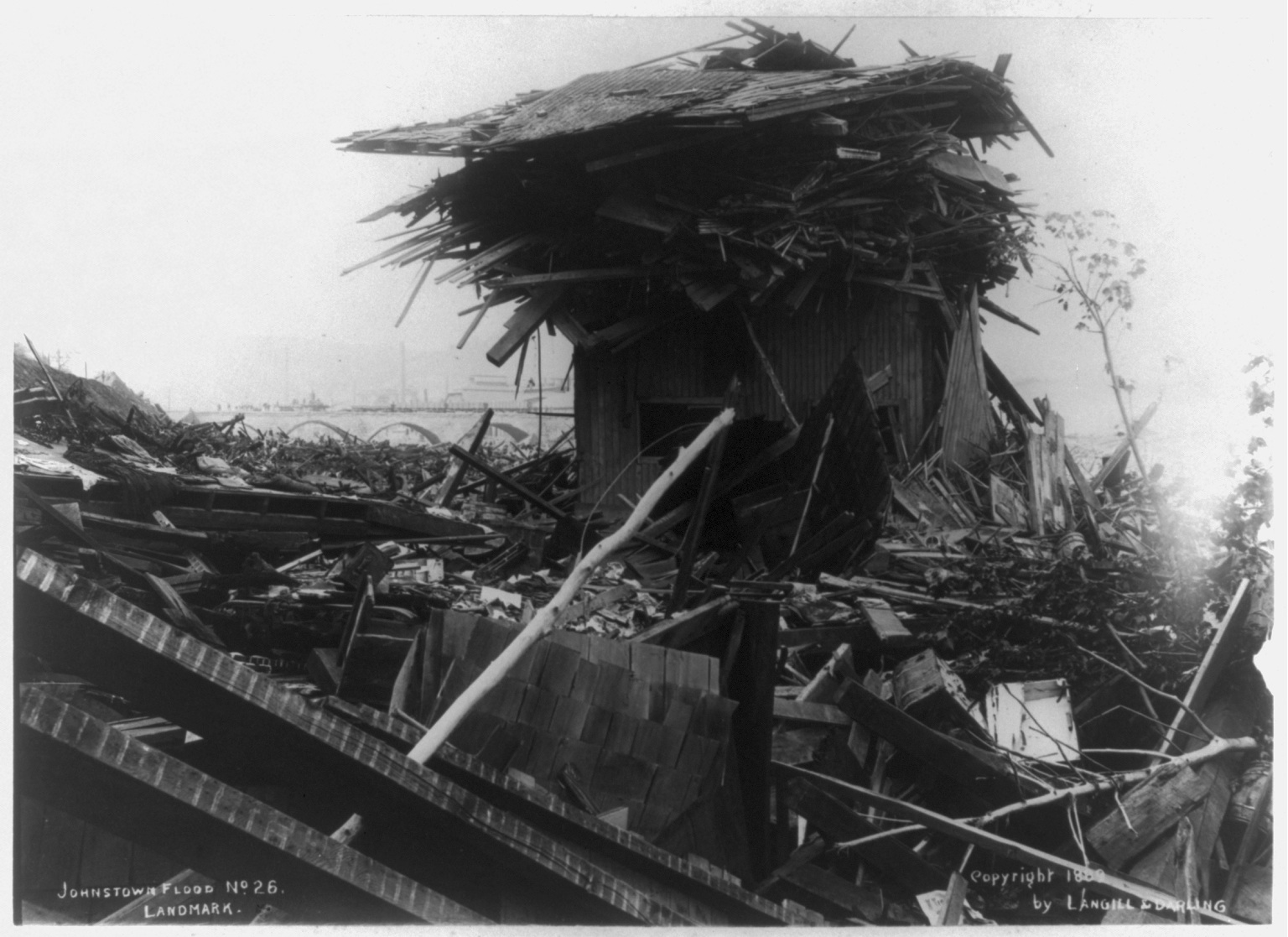
Maison rasée par l'inondation.

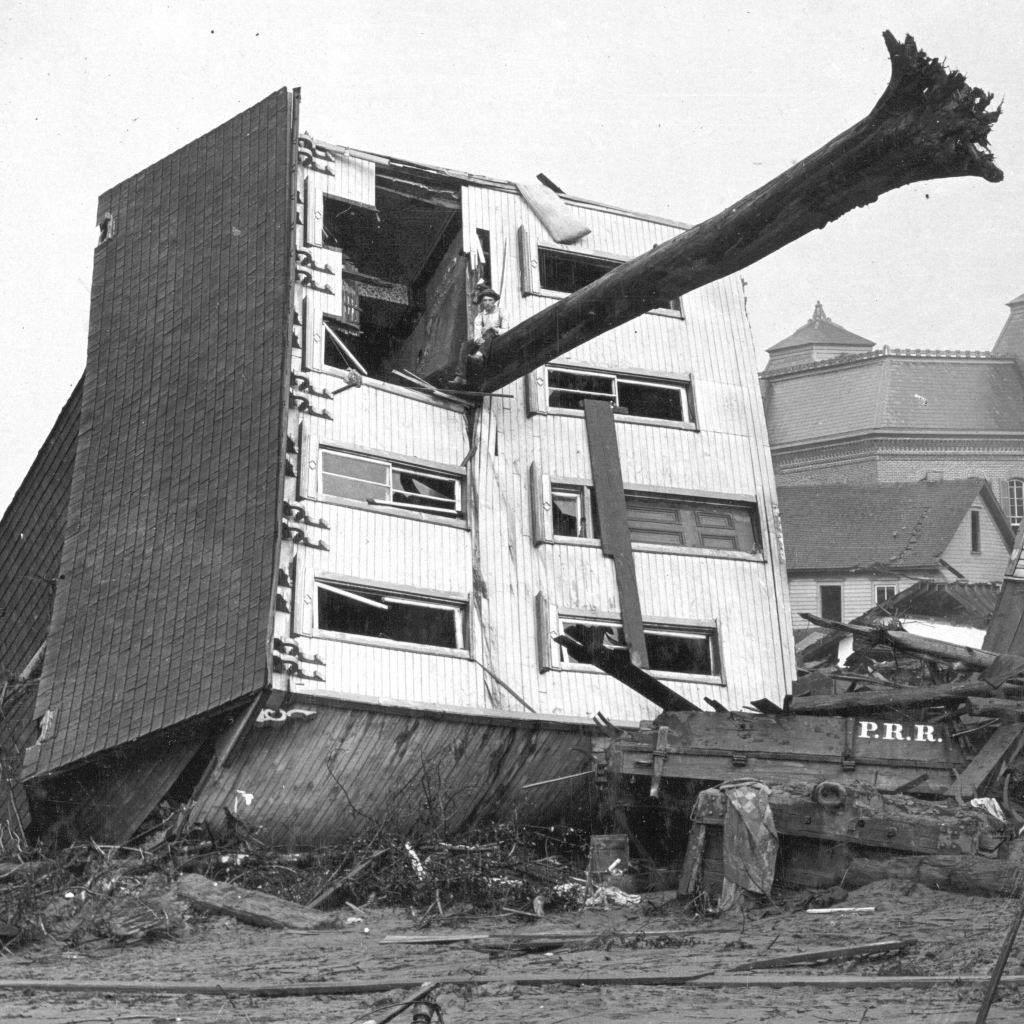
Maison de John Schultz à Johnstown qui fut emportée par les eaux avec son propriétaire et six autres personnes lors de l'inondation. Tous survécurent.

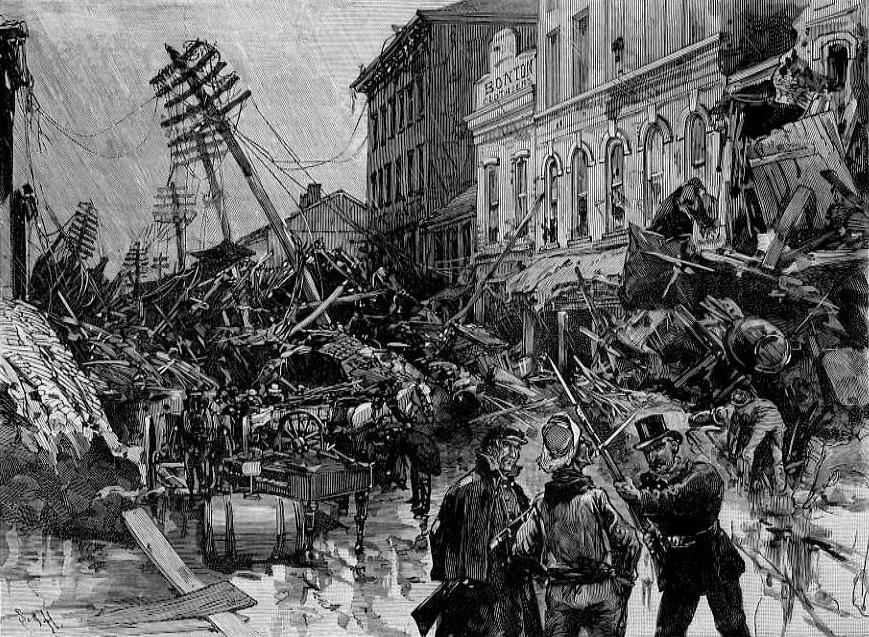
Arrestation des pillards.

Ce fut la pire inondation de l'histoire américaine au XIXe siècle. On estime à 1 600 le nombre de maisons détruites sur les 10 km2 de la ville. Les dégâts s’élevèrent à 17 millions de dollars américains (1889) et la ville mit des années à s'en relever. Les 2 209 décès en firent la catastrophe civile la plus meurtrière aux États-Unis jusqu'à l'ouragan de Galveston en 1900. Parmi ces victimes, 99 familles entières périrent, dont 396 enfants ; 124 femmes et 198 hommes perdirent leur conjoint et 98 enfants devinrent orphelins. Un tiers des corps retrouvés, soit 777, ne purent être identifiés et furent enterrés dans une fosse commune du cimetière Grandview à Westmont.
Des ouvriers travaillèrent sept jours et nuits à rebâtir le viaduc pour que le train puisse venir de Pittsburgh, à 89 km de là, et que les provisions, les médicaments et l’assistance puissent enfin arriver. Le service reprit sur la ligne de la Pennsylvania Railroad le 2 juin. Les cercueils firent partie des premières livraisons. Près de 7 000 volontaires, dont Clara Barton, présidente de la Croix-Rouge américaine, se rendirent à la ville pour nettoyer les débris et aider les survivants. Les dons recueillis, à travers les États-Unis et dix-huit autres pays, totalisèrent 3 742 818,78 dollars américains.
La reconstruction de la ville prit des années. La fonderie Cambria Iron and Steel fut gravement endommagée mais recommença à produire après un an et demi. Frank Shomo, le dernier survivant de la tragédie, mourut le 20 mars 1997 à l'âge de 108 ans.

## Procès des responsables
Dans les années suivantes, la population tint le club pour responsable du désastre, mais aucun membre ou personnel de l'établissement ne fut jamais reconnu coupable de négligence. Le procès qui leur fut intenté se termina par un verdict de non culpabilité, malgré les preuves présentées. La catastrophe fut déclarée comme un cas de force majeure (Act of God en droit anglo-saxon) et aucune compensation ne fut versée aux sinistrés. Cependant plusieurs riches membres du club contribuèrent à l'aide ; par exemple, Henry Clay Frick donna plusieurs milliers de dollars et Andrew Carnegie construisit une nouvelle bibliothèque.
La responsabilité des membres du club ne put être établie pour deux raisons : d'une part le club était une entité légale indépendante, séparée des avoirs de ses membres, d'autre part ses riches membres ne pouvaient être tenus pour responsables de négligence individuelle. Bien que la seconde raison fût primordiale en cour, la première souleva un tollé dans la presse nationale. Cela eut pour conséquence que, durant les années 1890, les différents États modifièrent la loi à partir d'un précédent de la Common law britannique (cas Rylands v. Fletcher) jusque-là ignoré aux États-Unis. Ce changement spécifie qu'un défendant, reconnu ou non négligent, est quand même responsable pour les dommages causés par un usage abusif du bien qu'il possède. Cela mènera à l'adoption du principe de responsabilité extra contractuelle au XXe siècle.

## Souvenirs du drame

### Monuments
Sur les terrains du club fut établi le Johnstown Flood National Memorial en 1964. On y retrouve entre autres des restes du barrage. Une flamme éternelle brûle au parc Point Park de Johnstown en mémoire des victimes.

### Dans la culture populaire
Plusieurs romans et nouvelles mentionnent l'inondation ou sont inspirés des événements de Johnstown. Parmi ceux-ci :
- Dans Captains Courageous, Rudyard Kipling mentionne que la famille de son personnage Pennsylvania Pratt a été tuée dans l'inondation ;
- Le lauréat du prix Pulitzer David McCullough consacre un volume entier à l'inondation de Johnstown[9] ;
- Dans un épisode de la série télévisée Au cœur du temps, et la nouvelle de 1966 de Murray Leinster, deux voyageurs du temps arrivent à Johnstown juste avant l'inondation mais ne peuvent convaincre les habitants du danger ;
- l'inondation est le sujet du poème The Pennsylvania Disaster de William McGonagall[4] ;
- Dans sa série Chronique de la famille Kent de John Jakes, le chapitre final de The Americans évoque les personnages Elenor et Leo qui se retrouvent pris dans la catastrophe. Jakes y décrit les 24 heures entourant le drame ;
- Un épisode des dessins animés Mighty Mouse des années 1940 utilise l'histoire de l'inondation de Johnston ;
- Dans les romans Star Trek: New Earth tirés de la série origine de Patrouille du cosmos, la nouvelle Rough Trails, de L.A. Graf, recrée les événements sur une autre planète[10].

Les événements sont également mentionnés dans certaines chansons :
- Dans la chanson Highway Patrolman de Bruce Springsteen, de l'album Nebraska (1982), le narrateur et son frère dansent avec Maria au son de la chanson Night of the Johnstown Flood ;
- L'inondation fut une inspiration de l'album Johnstown de la musicienne canadienne Oh Susanna (Suzie Ungerleider)[11].

### Filmographie
- La Chevauchée de la mort (The Johnstown Flood) film d'Irving Cummings, sorti en 1926.
- The Johnstown Flood, documentaire de Charles Guggenheim ayant reçu un Oscar en 1990.